# Pentacalia trichopus
Pentacalia trichopus là một loài thực vật có hoa trong họ Cúc. Loài này được (Benth.) Cuatrec. mô tả khoa học đầu tiên năm 1981.